# Trentepohlia umbrina
Espèce
Trentepohlia umbrina est une Algue verte de couleur brun orangé que l'on trouve sur l'écorce des chênes.

## Description
Aspect poudreux d'amas unicellulaires, formant également des filaments.
La couleur brun orangé s'explique par l'accumulation de pigments caroténoïdes qui masquent la chlorophylle.

## Étymologie
Martius donne le nom du genre en 1817 en hommage au botaniste allemand Johann Friedrich Trentepohl (de).

## Synonymie
- Chroolepus umbrinum Kutz., 1843
- Phycopeltis umbrina (Kutz.) Thompson & Wujek, 1997
- Trentepohlia odorata var. umbrina (Kutz.) Har.